# Георгієвка (Александровський район)
Гео́ргієвка (рос. Георгиевка) — село у складі Александровського району Оренбурзької області, Росія.

## Населення
Населення — 286 осіб (2010; 373 у 2002).
Національний склад (станом на 2002 рік):
- росіяни — 76 %